# Elisabeth Keesing

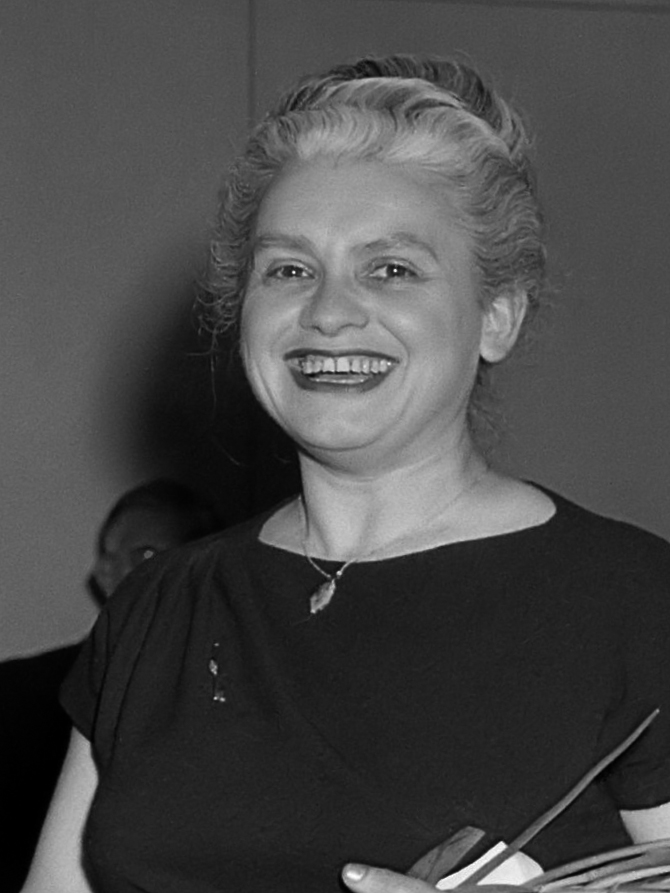
Elisabeth Keesing, 1960

Elisabeth „Emmy“ Keesing (* 15. Juli 1911 in Amsterdam; † 17. April 2003 in Den Haag) war eine niederländische Schriftstellerin.

## Leben
Elisabeth Keesing war die Tochter des Journalisten, Verlegers und späteren Gründers des „Keesings Historical Archive“ (heute: Archiv der Gegenwart) Isaac Keesing (1886–1966) und von Marianne Sophia Peekel (1885–1965). Zusammen mit ihren jüngeren Geschwistern Leo, Emmy und Noor wuchs sie in der Grensstraat in Amsterdam in einer progressiven jüdischen Familie auf. Sie war eine gute Schülerin und sollte nach dem Willen ihres Vaters später studieren. Sie besuchte das „Amsterdam Stedelijk Gymnasium“ (ab 1926 Barlaeus Gymnasium) bis 1929 und studierte im Anschluss Niederländische Philologie mit Geschichte als Nebenfach an der Universität Amsterdam. Daneben arbeitete sie in einem Mädchenheim und bei Pro Juventute, einem von Gerardus Antonius van Hamel gegründeten Verein zur Unterstützung jugendlicher Straftäter. Sie war im Redaktionsteam der Studentenzeitung „Propria Cures“ und veröffentlichte dort ihre Geschichten ebenso wie in der von ihrem Vater herausgegebenen Kinderzeitschrift Jong Nederland. Sie interessierte sich für die Sufi-Bewegung, an deren spirituellen Werten sie zeitlebens festhielt. Nach dem Studium schrieb sie an ihrer Doktorarbeit über die Wirtschaftskrise in Amsterdam im Jahr 1763. Während dieser Zeit lernte sie den jüdischen Geschäftsmann Joseph „Joop“ de Jong (1898–1943) kennen, der in Tokio, Shanghai und Hongkong gearbeitet hatte, aber wegen der Wirtschaftskrise zurückgekehrt war. Im August 1937 heiratete das Paar und zog nach Bosvoorde in der belgischen Gemeinde Watermael-Boitsfort/Watermaal-Bosvoorde, wo im März 1938 Tochter Marianne geboren wurde. Elisabeth Keesings Mann bekam eine Stelle als Leiter eines kleinen Handelsbüros in Penang an und ging nach Malaysia. Sie promovierte am 28. Februar 1939 mit Auszeichnung bei Nicolaas Wilhelmus Posthumus mit der Arbeit „De economische crisis van 1763 te Amsterdam“ und reiste dann mit ihrer Tochter ebenfalls nach Malaysia.
In Niederländisch-Indien lebte Elisabeth Keesing sich schnell ein, führte Umfragen durch, um das Verhältnis zwischen der einheimischen Bevölkerung und der Kolonialregierung zu verstehen und pflegte eine enge und langjährige Freundschaft mit dem Chinesen Sai Poh. Im August 1941 wurde ihr Mann nach Batavia (das heutige Jakarta) versetzt und sie trat eine Stelle als wissenschaftliche Mitarbeiterin der literarischen Fakultät der Universität van Batavia an. Nach der japanischen Invasion Südostasiens und der Besetzung Javas im März 1942 engagierte sie sich bei der Organisation von geheimem Schulunterricht für niederländische Kinder. Im August 1943 wurde ihr Mann durch die japanische Geheimpolizei verhaftet und hingerichtet, sie selbst und ihre Tochter interniert. Insgesamt mussten sie die nächsten Jahre in drei verschiedenen japanischen Internierungslagern verbringen. Elisabeth Keesing führte Tagebuch, schrieb Briefe an Sai Poh und begann ein Theaterstück mit dem Titel „Zogenaamd om Patrokles“ über den Tod ihres Mannes und das Lagerleben zu verfassen.
Anfang 1946 kehrte Elisabeth Keesing nach Amsterdam zurück. Außer ihr hatten auch ihre jüdischen Eltern und ihre Schwester Emmy den Holocaust in den Niederlanden überlebt und wohnten nun in den USA. Sie begann beim „Rĳksinstituut voor Oorlogsdocumentatie RIOD“ (heute: NIOD Instituut voor Oorlogs-, Holocaust- en Genocidestudies). Dort richtete sie im Februar 1946 die Ostindienabteilung ein und schrieb die Geschichte Niederländisch-Indiens während des Krieges. Von August 1947 bis 1967/1968 arbeitete sie als Lehrerin am Amsterdamer Vossius Gymnasium und schrieb neben der Lehrtätigkeit. 1972 heiratete Keesing den niederländischen Sprach- und Literaturwissenschaftler Hendrik Willem van Tricht (1897–1982), den sie bereits 1956 auf dem Künstlertreffpunkt „Pauwhof“ in Wassenaar kennengelernt hatte. Das Paar bekam eine Tochter. Nach ihrer Pensionierung 1967/1968 zog Elisabeth Keesing mit ihrem Mann nach Ellecom in der Gemeinde Rheden. Im Jahr 2000 ließ sie sich in Den Haag nieder, wo sie bis zu ihrem Tod im Jahr 2003 lebte.

## Werk

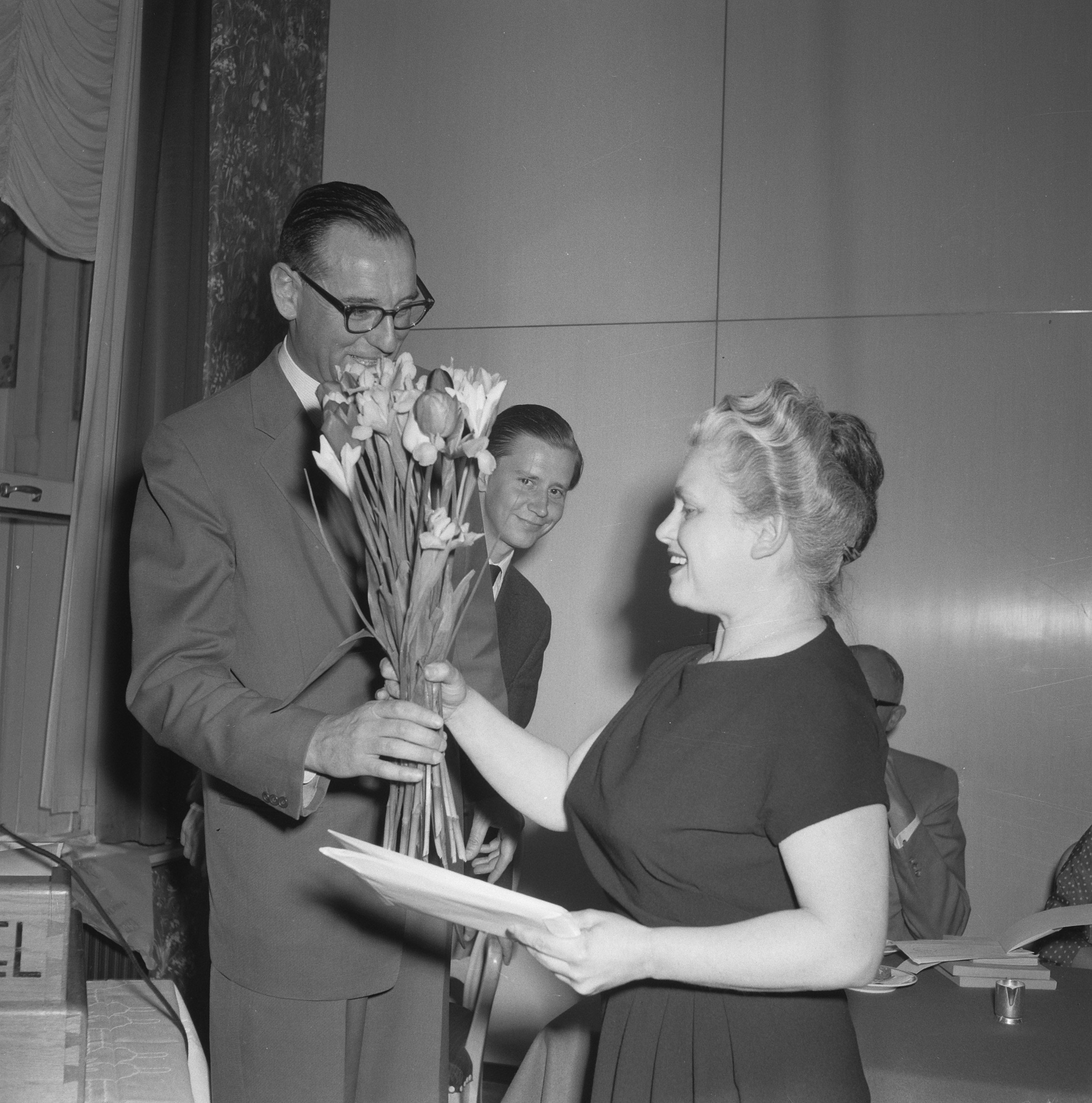
Elisabeth Keesing bei der Boekenweek 1960

Elisabeth Keesing veröffentlichte Beiträge in De Gids, „De Nieuwe Stem“, „Critisch Bulletin“ und „Maatstaf“ und schrieb Romane und Geschichten. Viele ihrer Romane spiegelten Themen aus ihrem eigenen Leben wider, wie etwa die Beziehung zu ihrem Vater, Gesellschaftskritik, die japanische Besatzungszeit, das Leben im Gefangenenlager und ihre Rückkehr in die Niederlande. Sie selbst bemerkte zu ihrem Werk: „Eigentlich dreht es sich bei allem, was ich geschrieben habe, um die Auseinandersetzung mit dem Krieg“.
Elisabeth Keesing gab ihr Debüt 1952 mit dem Theaterstück „Der Jade-Bodhisattva“.  1959 wurde ihr erster Roman „Wennen aan de wereld“ veröffentlicht. Ihre Novelle „De Zalenman“ wurde als Boekenweekgeschenk der Boekenweek 1960 ausgewählt. Im Jahr 1981 erschien ihre Autobiografie „Op de muur“. Außerdem veröffentlichte sie eine Anthologie chinesischer Poesie und begann nach ihrer Pensionierung mit einer Biographie des Begründers der Sufi-Bewegung Hazrat Inayat Khan.
Elisabeth Keesing war Mitglied der „Werkgroep Zeventiende Eeuw“ der Maatschappij der Nederlandse Letterkunde, der „Van Eeden-genootschap“ und der Spinoza-Gesellschaft. 1987 wurde sie mit dem „Littéraire-Witte-Preis“ der Nieuwe of Littéraire Sociëteit De Witte für ihr Werk „Het volk met lange rokken“ ausgezeichnet und 1993 mit dem „Anna-Bijns-Preis“ für ihr Gesamtwerk.

## Veröffentlichungen
- De economische crisis van 1763 te Amsterdam (1939)
- De jade Boddhisatva (1952)
- Wennen aan de wereld (1959)
- De zalenman (1960)
- Van Amstel tot Jang-tse (1960)
- De blinde spinners (1962)
- Wennen aan de wereld (1964)
- Men zoekt nog steeds (1966)
- Golven, waarom komt de wind (1973)
- En dan zou jij zeggen (1977)
- Maart is nog ver (1979)
- Op de muur (1981)
- Constantijn en Christiaan (1983)
- Op andere voeten (1986)
- Het volk met lange rokken (1987)
- Op andere voeten (1987)
- De zalenman & De stoet (1993)
- De blinde spinners (1993)
- Tijd gerekt (1993)
- Brieven aan Amsterdammers (1995)
- Soefisme in het dagelijks leven (1995)
- Hoe ruim een kooi ook is (1996)
- Conform afspraak (1999)[4]